# Autostrada A25 (Belgio)
L'Autostrada A25 belga parte dal confine con i Paesi Bassi, al congiungimento con la Rijksweg 2, fino ad arrivare a Liegi; è lunga 16 km.

## Percorso
|      |                                                   |        |                |  |  |
| Tipo | Indicazione                                       | Uscita | Strada europea |  |  |
|      | Rijksweg 2 Confine di Stato - Paesi Bassi         |        |                |  |  |
|      | Moelingen e area di parcheggio                    | 1      |                |  |  |
|      | Visé/Wezet                                        | 2      |                |  |  |
|      | Area di parcheggio "Visé" (solo carreggiata nord) |        |                |  |  |
|      | Argenteau                                         | 3      |                |  |  |
|      | Cheratte                                          | 4      |                |  |  |
|      | Barriera Cheratte                                 |        |                |  |  |
|      | Wandre, Herstal                                   | 5      |                |  |  |
|      | Jupille-sur-Meuse                                 | 6      |                |  |  |
|      | Coronmeuse                                        | 7      |                |  |  |